# ANAクラウンプラザホテル福岡
ANAクラウンプラザホテル福岡（エイエヌエイクラウンプラザホテルふくおか）は、福岡県福岡市博多区博多駅前にあるホテル。運営はIHG・ANA・ホテルズグループジャパン、経営は株式会社ホライズン・ホテルズ（星野リゾートグループ）。

## 沿革
- 1976年12月に福岡市の鉄道の玄関口、博多駅前に「博多全日空ホテル」として開業。[1][2]
- 2008年12月4日、インターコンチネンタルホテルズグループのクラウンプラザホテルブランドの1つの「ANAクラウンプラザホテル福岡」として、リニューアルオープン。[1]
- 2021年6月、福岡地所グループは星野リゾート系投資法人から、所有するグランドハイアット福岡（福岡市博多区）と交換する形で同ホテルを取得した。[3][4]
- 2021年12月、福岡地所は、2028年末までの完成を目指し数年内に建て替えを計画していることをあきらかにした。[2]

## 客室
全319室。12階と14階は、専用のラウンジを持つクラブフロアである。
- 83室 - シングル
- 28室 - ダブル
- 206室 - ツイン
- 2室 – スイート

## 設備
6つのレストラン、ラウンジ・バーがある。
- 日本料理「筑紫野」15F
- 炭火焼カウンター「山笠」15F
- ロビーラウンジ「ロビーラウンジ」1F
- 中国料理「TAO-LI」M2F
- オールデイダイニング 「クラウンカフェ」1F
- メザニンバー M2F

その他の設備
- 大中小宴会場　2F
- フィットネスジム　3F
- 神殿「光翼」（つばさ）3F
- チャペル　別館3F
- パティスリー•ブティック 「トロワ」1F

## アクセス
- 鉄道
  - 九州旅客鉄道（JR九州）博多駅より徒歩5分
  - 地下鉄博多駅から徒歩 5 分
- 空港
  - 福岡空港より車で15 分